# کلوپیرالید
کلوپیرالید (به انگلیسی: Clopyralid) با فرمول شیمیایی C6H3Cl2NO2 یک ترکیب شیمیایی با شناسه پاب‌کم 61654 است. که جرم مولی آن ۱۹۲ گرم بر مول می‌باشد. شکل ظاهری این ترکیب، جامد بلوری سفید است.